# Poiana Câmpina (gmina)
Poiana Câmpina – gmina w Rumunii, w okręgu Prahova. Obejmuje miejscowości Bobolia, Pietrișu, Poiana Câmpina i Răgman. W 2011 roku liczyła 4746 mieszkańców.